# Paradis (groupe)
Pour les articles homonymes, voir Paradis (homonymie).
Paradis est un groupe français de musique électronique, originaire de Paris. Il est formé en 2011 et composé de Simon Mény et Pierre Rousseau. En 2017, le duo se sépare afin de poursuivre d'autres projets musicaux individuels.

## Histoire
Simon Mény et Pierre Rousseau se rencontrent lors d'une soirée à Paris en 2010,. Ils envoient des démos de leurs compositions au DJ new-yorkais Tim Sweeney dans l'espoir d'être diffusé dans son émission Beats in Space. Celui-ci décide après écoute de publier deux titres comme première sortie de son nouveau label Beats in Space. Ce maxi comprend deux titres Parfait tirage en face A et une reprise de La Ballade de Jim d'Alain Souchon en face B. En 2012, ils sortent leur deuxième single Hémisphère, toujours sur Beats in Space. En 2014, leur premier EP, Couleurs primaires, est publié par Barclay. Les titres Garde-le pour toi, Sur une chanson en français et Le Bal des oubliés bénéficient d'une sortie en single,.
En 2015, ils réalisent deux remixes pour Christine and the Queens,. À la fin 2015, ils se produisent aux transmusicales de Rennes,. En 2016, ils apparaissent sur Le meilleur d'Alain Chamfort (versions revisitées), une compilation de reprises et de remixes de titres d'Alain Chamfort sur laquelle ils interprètent Paradis. Au début de 2016, ils publient le titre Toi et moi, qui précède la sortie de leur premier album Recto Verso qui sort en septembre,,,. L'album se classe à la 25e place des meilleures ventes d'albums en France la semaine de sa sortie.
En 2017, le duo se sépare à titre provisoire afin de poursuivre d'autres projets musicaux individuels. Pierre Rousseau sort le 27 mars 2020 son premier mini-album solo intitulé Musique sans paroles,.

## Discographie

### Remixes
- Jacques Renault, Back to You (Paradis Remix), 2013, Let's Play House
- Agoria featuring Scalde, For One Hour (Paradis Remix), Rebirth
- Cale Parks, N1 (Paradis Contours Remix), Have a Killer Time
- Christine and the Queens, Christine, (Paradis Remix), 2015, Because
- Christine and the Queens, Tilted, (Paradis Remix), 2015, Because
- Alain Chamfort, Paradis (Paradis Reprise), 2016
- Flavien Berger, Trésor (Paradis Shuffle Mix), Pan European
- Bon Voyage Organisation, Mirage sur le Nil, 2017, Wedge / Barclay

### Classements
Album
| Titre       | Détails                                                                                          | Meilleur classement | Meilleur classement | Meilleur classement |
| Titre       | Détails                                                                                          | FRA                 | BEL (Wa.)           | SUI (Rom.)          |
| ----------- | ------------------------------------------------------------------------------------------------ | ------------------- | ------------------- | ------------------- |
| Recto Verso | - Sortie : 16 septembre 2016 - Label : Barclay - Formats : CD, vinyle, téléchargement, streaming | 25                  | 39                  | 37                  |

EP
| Titre                                                             | Détails                                                                                | Meilleur classement | Meilleur classement | Meilleur classement |
| Titre                                                             | Détails                                                                                | FRA                 | BEL (Wa.)           | SUI (Rom.)          |
| ----------------------------------------------------------------- | -------------------------------------------------------------------------------------- | ------------------- | ------------------- | ------------------- |
| Couleurs primaires                                                | - Sortie : 19 janvier 2015 - Label : Barclay - Formats : CD, téléchargement, streaming | 184                 | —                   | —                   |
| « — » indique que l'album n'est pas sorti ou classé dans le pays. |                                                                                        |                     |                     |                     |

Singles
| Titre                                                               | Année | Meilleur classement | Meilleur classement | Album                   |
| Titre                                                               | Année | FRA                 | WAL                 | Album                   |
| ------------------------------------------------------------------- | ----- | ------------------- | ------------------- | ----------------------- |
| Parfait Tirage                                                      | 2011  | —                   | —                   | single uniquement       |
| Hémisphère                                                          | 2012  | —                   | —                   | single uniquement       |
| Garde le pour toi                                                   | 2014  | —                   | —                   | Couleurs primaires (EP) |
| Le Bal des oubliés                                                  | 2014  | —                   | —                   | Couleurs primaires (EP) |
| Sur une chanson en français                                         | 2014  | —                   | —                   | Couleurs primaires (EP) |
| Toi et moi                                                          | 2016  | 67                  | —                   | Recto Verso             |
| Recto Verso                                                         | 2017  | —                   | —                   | Recto Verso             |
| « — » indique que le single n'est pas sorti ou classé dans le pays. |       |                     |                     |                         |